# 조르주 오클레르
| 불문학 La Littérature française |
| 불문학 프랑스 문학 프랑스어 |
| 프랑스 문학사 |
| 중세 프랑스 문학 프랑스 르네상스 문학 • 17세기 프랑스 문학 18세기 프랑스 문학 • 19세기 프랑스 문학 20세기 프랑스 문학 • 동시대 프랑스 문학 |
| 문예사조 |
| 자연주의 • 상징주의 초현실주의 • 실존주의 누보 로망 부조리극                                                                               |
| 주요 작가들 |
| 몰리에르 • 장 라신 • 오노레 드 발자크 스탕달 • 귀스타브 플로베르 에밀 졸라 • 마르셀 프루스트 사무엘 베케트 • 알베르 카뮈                   |
| 포털 |
| 포털:프랑스 • 포털:문학 • 포털:불문학 |

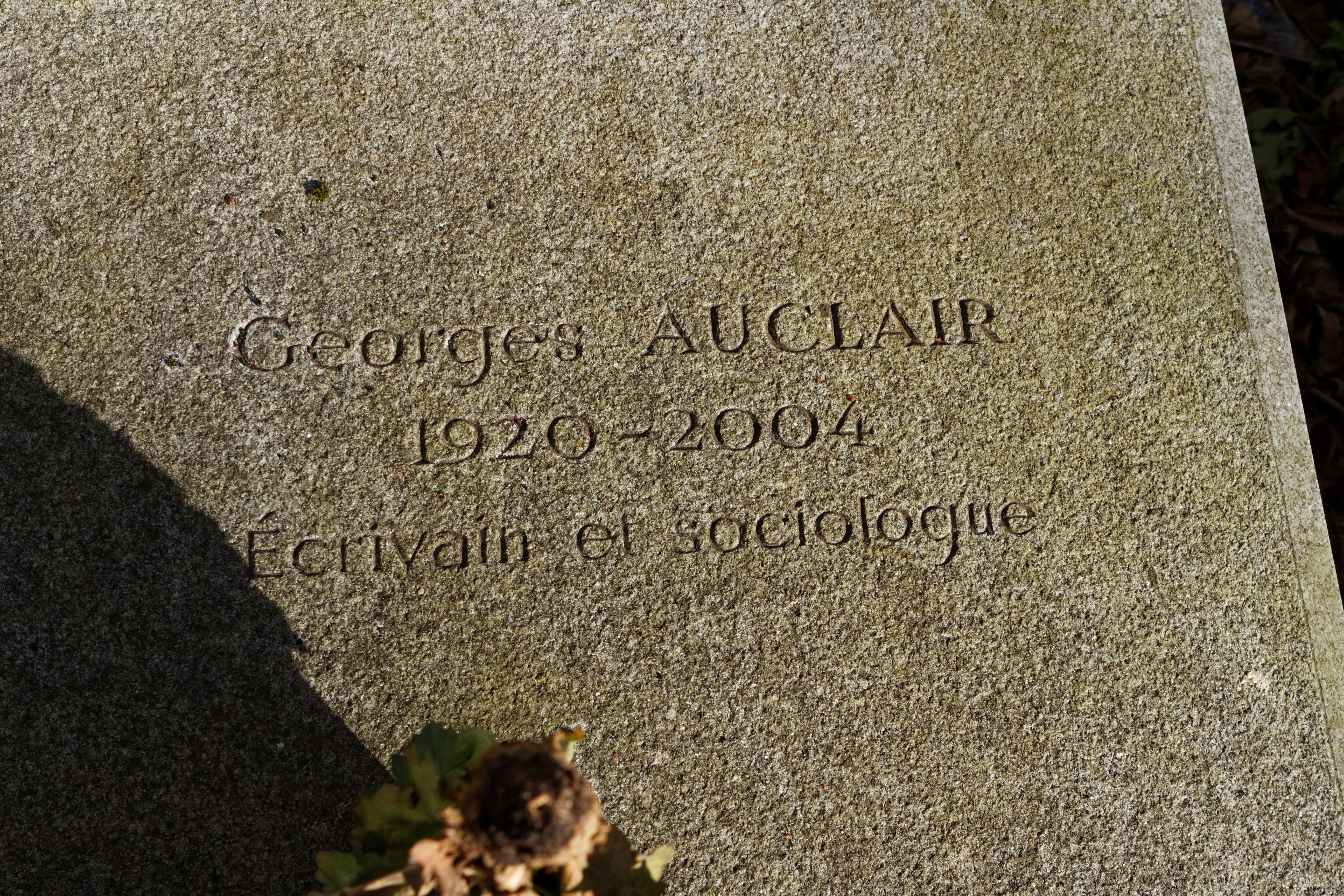
페르 라셰즈 묘지 제42구역에 있는 프랑스의 작가 조르주 오클레르의 무덤

조르주 로베르 오클레르(프랑스어: Georges Robert Auclair, 1920년 5월 27일 ~ 2004년 5월 26일)는 프랑스의 작가자 언론인으로, 문학과 사회 사상 분야에서 중요한 발자취를 남겼다. 1920년 5월 27일 파리 11구에서 태어난 그는 철학과 정치경제학을 전공한 후, 제2차 세계 대전 중 레지스탕스에 참여하며 저널리스트로서의 길을 걸었다. 전후에는 독일에 주재한 군정 기자로 활동하며, 그경험을 바탕으로 1950년 첫소설 <독일인의 사랑>을 발표하여 프랑스 문단에서 큰 주목을 받았다. 조르주 오클레르는 1950년 프랑스의 권위 있는 문학상인 앙테르알리에상을 탔다. 
조르주 오클레르는 또한 사회학자로서도 활동하며, 프랑스 국립과학연구센터에서 연구원으로 재직했다. 미국 워싱턴 D. C.에서 프랑스 문학을 가르치기도 했으며, 1960년에는 알제리 전쟁 중 불복종의 권리를 주장하는 121 선언문에 서명한 지식인 중 한 명이었다.
그의 주요 저서로는 <공통의 분모>, <동일성과 타자성>, <차단된 삶>, <나의 철학적 사상의 역사> 등이 있다. 이러한 작품들은 인간 존재와 사회 구조에 대한 깊은 통찰을 담고 있으며, 프랑스 지식인 사회에 큰 영향을 미쳤다.
2004년 5월 26일, 조르주 오클레르는 파리 16구에서 84세를 일기로 타계했으며, 그의 유해는 파리의 유명한 묘지인 페르 라셰즈 묘지에 묻혔다.
그의 문학과 사상은 오늘날까지도 프랑스 문학과 사회 사상의 중요한 자산으로 평가받고 있으며, 특히 전후 프랑스 사회와 인간 존재에 대한 깊은 성찰을 통해 독자들에게 지속적 영향을 미치고 있다.

## 같이 보기
- 모더니즘
- 사실주의
- 자유주의
- 롤랑 바르트
- 마르크 레비
- 알베르 카뮈
- 앙드레 지드
- 미셸 우엘베크
- 장폴 사르트르
- 마르셀 프루스트
- 시몬 드 보부아르
- 파트리크 모디아노